# Dansk Santalmission
Missionsselskabet Dansk Santalmission (i dag en del af Danmission) blev etableret af Hans Peter Børresen i samarbejde med den norske missionær Lars Olsen Skrefsrud. Missionen foregik i tre områder: den første missionsstation "Ebeneser" blev oprettet ved landsbyen Benagaria i 1867, en ny mission blev oprettet i Assam i 1881 og en tredje mission blev oprettet i Dinajpur-distriktet i år 1900 og et nyt missionsarbejde blev startet i Saldoha i 1922, alle i den nordøstlige del af Indien. Missionsvirksomheden blev udvidet og suppleret med oprettelse af en række landsbyskoler, en præsteskole og en stadig voksende hospitalsvirksomhed. Dansk Santalmission fortsatte frem til 1999, da den blev lagt sammen med Det Danske Missionsselskab.

## Navnet
Santalmissionen kom i skandinavisk sprogbrug til at betegne den nordiske santal-mission, som også er mere omfattende end de andre missioner blandt santalerne, nemlig den anglikanske fra 1860 (Church Missionary Society) og den presbyterianske fra 1870 (den skotske frikirke) foruden nogle endnu mindre.

## Baggrund
Den nordiske santalmission går tilbage til 1867, da danskeren Hans Peter Børresen og nordmanden Lars Olsen Skrefsrud, der var trådt ud af det Gossner’ske Missionsselskab i forbindelse med den dansk-tyske krig i 1864, på samme tid begyndte et missionsarbejde blandt santalerne i Santal Parganas. I begyndelsen arbejdede de sammen med en baptistisk missionær Edward Johnson og de modtog i denne periode regelmæssige bidrag fra det engelske baptistiske missionsselskab. Til trods for dette hjælp, betød dette dog ikke, at de anså sig selv som værende i dette selskabs tjeneste eller på anden måde bundne af dettes virksomhed, hvilket de blandt andet markerede ved, at de i 1868 vedtog, at missionens officielle navn skulle være The Indian Home Mission to the Santhals, idet de med navnet "Indisk Hjemmemission" tilkendegav deres ønske om, at missionen i sidste ende skulle finansieres ved bidrag fra kristne i Indien. Denne finansiering måtte ske ved almisser, og i de første år lykkedes det Børresen at indsamle de fornødne midler under sine "tiggerrejser" til de store byer i Nordindien.

## Missionsstationen oprettes
I 1867 var den første missionsstation, "Ebeneser", blevet anlagt på en grund, købt ved landsbyen Benagaria. For at overvinde santalernes naturlige skyhed og mistro fulgte de med dem på deres jagtture, overværede deres fester, spiste sammen med dem og hjalp deres syge. Med sine ualmindelige sprogevner var Skrefsrud i stand til at prædike på santalsproget allerede efter et kvart års forløb. Efter få år, i 1869, blev tre unge santaler døbt. Tilliden til missionærerne voksede betydeligt, efter at Skrefsrud talte santalernes sag over for guvernøren over Bengalen og klagede over den undertrykkelse og de bedragerier, de var udsat for af hinduiske godsejere og ågerkarles. I 1872 blev udstedt en "Forordning om en bedre styrelse af Santal Parganas", hvorved ejendomsforholdene blev ordnede. I forlængelse heraf blev der udstedt fæstebreve på jorden, skatter og rentefod blev fastsat, og santali blev gjort til retssprog. De hinduiske godsejere var forbitrede på missionærerne, men santalerne var taknemlige og beskyttede aktivt deres velgøreres liv. Udsendte snigmordere blev taget til fange og sendt bundne tilbage. Snart vandt Skrefsrud ved sin upartiskhed og sin dygtighed en så udbredt tillid, at man begyndte at bruge ham som voldgiftsmand i stridigheder mellem santalerne og hindugodsejerne. Udviklingen førte til, at menigheden voksede, ikke mindst fordi mange i forvejen var utilfredse med den gamle religion med dens åndefrygt og håbløshed (som det blev sagt: "Trods alle ofre har bongaerne jo aldrig kunnet hjælpe os!") og de nye kristne var ivrige for at vinde andre for deres tro, som det følte gav dem større styrke og bedre livsbetingelser.

### Hjælp under hungersnød
I 1873—74 måtte Skrefsrud af helbredshensyn vende tilbage til Europa, hvor det lykkedes ham at skaffe missionen mange nye støtter både i Norge, England og Skotland. Imidlertid udbrød der hungersnød blandt santalerne. Børresen henvendte sig til regeringen og foreslog den at hjælpe ved at lade grave damme til opsamling af regnvandet, og regeringen overdrog ham ledelsen af dette arbejde. Dette initiativ og den vanskelige situation førte til, at hundreder af santaler sluttede sig til menigheden, og mange af dem viste også senere i deres liv, at det var mere end blot en ydre tilslutning for hjælpens skyld.

### Tidlig støtte i Danmark og Norge
For at skaffe de fornødne pengemidler til det stærkt voksende missionsarbejde foretog Børresen 1876—77 en rejse ud i Europa. I England opnåede han at få løst forbindelsen med det baptistiske missionsselskab, som hidtil havde understøttet santalmissionen. I Danmark holdt han et stort antal stærkt besøgte møder. I begyndelsen fik han en del kritik, således af dr. Kalkar i "Theologisk Tidsskrift" 1877, side 241—263, fordi santalmissionen ikke blev anset for at stå på den samme "kirkegrund" som den danske folkekirke, men hans fromme personlighed og hans jævne forkyndelse skaffede missionen mange støtter.
I 1877 oprettedes Den danske Komité for santalmission med præsterne Vilhelm Birkedal som formand og L. Hertel som sekretær, og den 27. november 1877 blev Børresen præsteviet i Frue Kirke i København efter, at det var lykkedes at overvinde biskop Martensens betænkeligheder ved denne lægmandsordination. Derved blev santalmissionen knyttet tættere til den danske folkekirke. En lignende betydning for den norske kirke fik Skrefsruds andet besøg i Norge 1881—83, idet han blev ordineret i Oslo i 1882. Også blandt skandinaverne i den ny verden vandt Skrefsrud santalmissionen mange venner under sin rejse i Nordamerika 1894—95.

### Nye missionsområder
Den voksende tilslutning fra den nordiske menighed bevirkede, at arbejdet på missionsmarken kunne udvides, og da det viste sig vanskeligt at skaffe de kristne santaler jord i deres eget land, oprettede man en koloni i Assam, i Goalpara-distriktet nord for Bramaputra, hvor regeringen til formålet stillede et stykke ubeboet, men frugtbart land til rådighed. 42 kristne santalfamilier etablerede sig her i 1881, lod junglen rydde, opdyrkede jorden og oprettede et samfund, hvor hedensk gudsdyrkelse og berusende drikke skulle være forbudt, men hvor santalerne i øvrigt levede efter deres traditionelle landsbyordninger. Denne koloni voksede efterhånden betydeligt, og de kristne santaler begyndte selv et missionsarbejde i Assam hos mecherne, et andet af Indiens urfolk.
Mellem den gamle missionsmark i Santal Parganas og den nye i Assam fik santalmissionen år 1900 en tredje missionsmark i Dinajpur-distriktet mellem Ganges og Bramaputra. Santaler, som var indvandrede her, sendte bud til Ebeneser og bad om af få sendt en missionær, som kunne døbe dem. Børresen mente, at man ikke havde kraft til at optage dette ny arbejde, men kristne santaler oprettede selv et missionsselskab og sendte nogle missionsarbejdere derop, og denne missionsvirksomhed oplevede en mærkbar fremgang, selvom (eller måske netop fordi) de indfødte kristne selv forestod missionsarbejdet alene.
I selve Santal Parganas blev missionen udvidet til den vestlige del af landet. Her i "Vestmarken" boede der mange hinduer og muslimer. Nogle af dem var lejlighedsvis blevet omvendt ved kristne santalers virksomhed, men noget planmæssigt missionsarbejde havde santalmissionen endnu ikke fået igangsat blandt dem.

### Nye missionærer
Efterhånden som arbejdet voksede, og Børresen og Skrefsrud blev gamle, blev der behov for flere missionærer. Der kom da også dygtige mænd ud som skotten H.I. Muston (1878—1919), nordmanden Paul Olaf Bodding (født 1865 i Gjøvik, i Indien fra 1890) og danskerne O. Skat Petersen (1902—17) og R. Rosenlund (fra 1910), men flere missionærer kunne ikke tåle klimaet og døde eller måtte vende hjem som Børresens søn, Frithjof. Missionærernes antal var derfor utilstrækkeligt, og flere af de indfødte medarbejdere skuffede alvorligt. Nogle af dem blev afskediget på grund af "forargeligt levned", og i flere tilfælde konstateredes, at rester af det gamle hedenskab kunne vise sig hos de nyomvendte kristne, for eksempel ved at de ved sygdom stadig ofrede til bongaerne.

## Efter århundredeskiftet
Børresen døde i 1901 og Skrefsrud døde i 1910. Skønt vidt forskellige - den ene blev betegnet som "hjertet", den anden som "hovedet" i missionsarbejdet - var hele deres liv og virke præget af deres indbyrdes trofaste venskab. I 1914 døde også fru Børresen efter omtrent et halvt århundredes arbejde i Indien. Ledelsen af santalmissionen blev overdraget til den årlige missionærkonferens. Dennes første formand var fra 1911 Bodding, til hvis særlige fortjenester hører færdiggørelsen af en oversættelse af Bibelen til santali i 1914. Allerede i 1895 havde Skrefsrud oversat og fået udgivet de fire evangelier, mens det var Bodding, som fik oversat resten af det Ny Testamente og hele det Gamle Testamente blandt andet med hjælp fra forskellige indfødte medarbejdere. Det blev i samtiden vurderet, at oversættelsen af Bibelen bevirkede, at flere santaler blev omvendt til kristendommen, fordi de kunne læse den på deres eget sprog.
Missionsarbejdet fortsatte og udvidedes. I 1908 blev Lars Peter Nielsen udsendt til Nordindien. Han var oprindeligt gartner og virkede som bestyrer af Mornai Tehave i Assam. Han var gift med sygeplejerske og diakonisse Klaudine (kaldet Dina) Nielsen. En datter blev født i Indien i 1917. Peter Nielsen døde i 1918, men Dina fortsatte missionsarbejdet i Mornai, senere i Benagaria, Koroya, Maharo samt Haraputa og blandt andet forestod hun tilsynet med skolerne i Assam.

### Udvidet arbejdsfelt
I de følgende år, da missionærernes antal voksede, kunne man sætte flere kræfter ind i skolearbejdet. Således blev der oprettet en række landsbyskoler samt en større drenge- og en pigekostskole, som tillige uddannede lærere og lærerinder. I 1916 blev der i Benagaria under ledelse af pastor F.W. Steinthal oprettet en "bibelskole", hvis formål var at uddanne præster. Alligevel kneb det med at få kræfter nok til arbejdet. Det meste prædikearbejde blev således stadig udført af indfødte ældste uden nogen særlig uddannelse; disse gik omkring i landsbyerne og forkyndede i jævne ord for deres landsmænd, hvad de selv havde hørt af missionærerne. I 1915 fik santalmissionen både en mandlig og en kvindelig lægemissionær, nemlig Boe Bøgh og Christine Larsen, som senere blev gift med Bodding.
Blandt de mange spedalske santaler begyndte ingeniør Eli Bøgh i 1922 et betydningsfuldt arbejde i Saldoha, hvor regeringen lod stille et stykke land til rådighed. Det skulle ikke være et "asyl", hvor de spedalske blev lukket inde, men tværtimod en "koloni", hvor de så vidt muligt levede under hjemlige forhold i små landsbyer og var beskæftiget med arbejde i forhold til deres evner og kræfter ved havebrug, jordbrug og silkeavl. Kolonien var beregnet på at skulle kunne modtage omkring 1.000 spedalske, men arbejdet var endnu i sin begyndelse. Der var en kristen bengalsk læge med fire santalske hjælpere, en santalpræst og nogle (spedalske) lærere. I 1924 omfattede kolonien 178 spedalske, hvoraf 122 var santaler. Ved kyndig lægebehandling søgte man at lindre de syges lidelser sideløbende med, at man i ord og gerning søgte at forkynde Guds kærlighed. 1923—24 havde 43 ladet sig døbe i kolonien, og den havde da en menighed på 82 kristne.
Det samlede antal kristne i hele santalmissionen udgjorde i 1924 26.392 personer. I det sidste år blev der døbt 752 hedninger og 514 børn af kristne forældre. Da santalerne gennemgående var fattige, var menighederne endnu ikke i stand til at kunne underholde sig selv, men de ydede villigt bidrag af deres begrænsede midler, og nogle af de større menigheder var endda i stand til at betale deres egne præsters løn.

### Støtten i Danmark og Norge
I hjemmestyrelsen for santalmissionen blev pastor Villiam Johan Hoff formand efter Birkedals død. I 1913 blev "Den danske Komité for Santal Mission" omdannet til "Den danske Santal-Mission’s Forening", og pastor P. Oldenburg blev formand. Landet over blev der oprettet missionskredse, hvis repræsentanter samledes til et årligt landsmøde. Gaverne til santalmissionen var i stærk stigning i Danmark og endnu mere i Norge. Den norske komité havde overlærer Hans Høeg som formand, den amerikanske professor H. Blegen i Minneapolis. Santalmissionens danske organ var "Dahkwala" (et santalord, der betyder postbud), fra 1880 redigeret af L. Hertel. I 1896 fik det navnet "Santal-Posten". I 1898 blev grosserer Johs. Schrøder udgiver, i 1914 pastor P. Oldenburg. Den norske komité’s organ var "Santalen" (fra 1883).

### Efter 2. verdenskrig
Også efter, at Østpakistan (nu Bangladesh) opnåede selvstændighed har danske missionærer og læger virket i området, blandt andet med selvhjælpsprojekter, undervisning i landsbyer, herunder voksenundervisning og undervisning af piger og kvinder.
I 1946 blev Ellen Kirstine Laursen udsendt som missionær. Hun stammede fra Horsens og meldte sig til Santalmissionen i 1946 inspireret af sin broder, som var draget til Nigeria på vegne af Dansk forenet Sudanmission. Hun kom til at fungere som lærer i Vestbengalen ved Narainpur pigekostskole, der var grundlagt i 1924 af Signe Kampp. I 1951 blev hun leder af skolen, og det var hendes fortjeneste, at skolen i de følgende år blev udbygget, blandt andet med et gymnasium i 1960. I en årrække nåede skolen op på 6-700 elever, hvoraf mange boede i lejede værelser i bygninger tilknyttet skolen. Omkring halvdelen af pigerne kom fra familier med hinduistisk eller muslimsk baggrund. Da det kneb med at skaffe tilstrækkeligt med kristne lærere, lod hun ansætte hinduer i stedet. Hun tog mange tiltag for at fremme skolens økonomi og fysiske forhold, således blev på hendes initiativ opført nye skolebygninger, der blev bygget boliger til elever og ansatte og opført et forsamlingshus. Da stedets kirke efterhånden var blevet for lille, blev der på hendes initiativ opført en ny kirke, der kunne indvies i 1972. Hun fortsatte sin virksomhed frem til 1985, da hun vendte tilbage til Danmark, og døde allerede året efter i Århus.
Senere blev sygeplejerske og jordemoder Grethe Madsen udsendt som missionær i 1961 og virkede senere på Sher-e-Bangla Hospitalet i Dhaka, hvilket blev oprettet i 1971 blandt andet for at behandle de mange sårede efter borgerkrigen. Hum kom fra et indremissionsk hjem. Da hun ankom til Bangladesh, var situationen kaotisk med alt fra krigstilstand, orkaner, oversvømmelser til almindelige trafikuheld. Af stor betydning var det, at man fik hjælp fra Danmark i form af forbindsstoffer, medicin, senge og andet nødvendigt udstyr. Hun fortsatte sin virksomhed frem til 1997, hvor hun gik på pension og vendte tilbage til Danmark.
I 1979 blev den lutherske missionskirke i Bangladesh omdannet til en egen kirke, Bangladesh Lutherske Kirke (Bangladesh Luteran Girkja).
I 1986 var følgende udsendt for Santalmissionen til Rajshahi i Bangladesh: Bente Birkmose Jakobsen, Anna Margrethe Zachariasen, Ruth og Jens Kristian Egedal, Bodil Noer Pedersen, Anni Scrøder, Filip Engsig-Karup, Flemming Schrøder, Jens og Elsebeth Fischer-Nielsen, Inger Engsig-Karup, Anna Sloth, Jørgen Andersen og Tove Andreasen.
I 1978-1987 var Bente Birkmose Jakobsen udsendt af Dansk Santalmission til Bangladesh som sygeplejerske og diakonisse. Omtrent på samme til virkede Jens Kristian Egedal som missionær i landet. I 1987-1993 var Jens Møller Pedersen og Susanne Møller Pedersen udsendt af Dansk Santalmission som leder af DBLM i Nilphamari. Også den norske gren af Santalmissionen fortsatte arbejdet i 1990-erne.
I 1999 blev Dansk Santalmission lagt sammen med Det Danske Missionsselskab. Begrudelsen var økonomiske problemer og manglende fornyelse i baglandet for organisationerne. Ved sammenlægningen havde Dansk Santalmission 14 udsendte missionærer.
Kontoret på Købmagergade blev overtaget af Baltisk Bureau.

## Kendte missionærer
- Caroline Børresen (Dansk Santalmission)
- Hans Peter Børresen (Dansk Santalmission)
- Oluf Eie (Dansk Santalmission)